# Funtana
Funtana, popis 1991; skupaj: 671
Funtana (italijansko Fontane) je istrsko naselje na Hrvaškem in sedež istoimenske občine, ki upravno spada pod Istrsko županijo.

## Lega naselja
Funtana leži na rodovitni ravnici, ob nizki obali zahodne Istre. Skozi naselje poteka regionalna cesta, ki povezuje Poreč z
Vrsarjem. Naselje  je od Poreča oddaljeno 6 km. Ob razčlenjeni obali leži več majhnih otočkov; Veliki Školj, Školjić, Tuf, Tovarjež in Gusti Školj.

## Zgodovina
Obstajajo materialni dokazi, da je bil prostor, na katerem se nahaja današnje naselje, poseljen že v poznem neolitiku, v 4.st.pr. n. št.
Naselje je dobilo ime po močnih izvirih pitne vode, ki se nahajajo ob morski obali, na severni strani naselja. Današnje naselje so ustanovili priseljenci iz Zadra v 17. stoletju.
Župnijska cerkev sv. Bernarda je bila zgrajena leta 1621.

## Gospodarstvo
Do razvoja lokalnega turizma je prišlo v Drugi polovici 20. stoletja. Poleg namestitvenih zmogljivosti je v Funtani in okolici več športno-rekreativnih objektov. Večina prebivalstva se ukvarja z oddajanjem sob in gostinstvom. Posebnost Funtane je vrsta restavracij, gostišč in značilnih istrskih konob, z izvrstno gastronomsko ponudbo. V kampu Valkanela je manjši pristan, ki je  pred vplivi vetra zavarovan z valobranom.

## Kulturne prireditve
V Funtani in okolici je v poletnih mesecih veliko prireditev. Stalno prirejajo likovne razstave, v cerkevi sv. Bernarda pa so številni koncerti. V bližnji Valkaneli je Park skulptur znanega hrvaškega kiparja Džamonje.

## Demografija
| Pregled števila prebivalcev po letih | Pregled števila prebivalcev po letih | Pregled števila prebivalcev po letih | Pregled števila prebivalcev po letih | Pregled števila prebivalcev po letih | Pregled števila prebivalcev po letih | Pregled števila prebivalcev po letih | Pregled števila prebivalcev po letih | Pregled števila prebivalcev po letih | Pregled števila prebivalcev po letih | Pregled števila prebivalcev po letih | Pregled števila prebivalcev po letih | Pregled števila prebivalcev po letih | Pregled števila prebivalcev po letih | Pregled števila prebivalcev po letih | Pregled števila prebivalcev po letih | Pregled števila prebivalcev po letih |
| ------------------------------------ | ------------------------------------ | ------------------------------------ | ------------------------------------ | ------------------------------------ | ------------------------------------ | ------------------------------------ | ------------------------------------ | ------------------------------------ | ------------------------------------ | ------------------------------------ | ------------------------------------ | ------------------------------------ | ------------------------------------ | ------------------------------------ | ------------------------------------ | ------------------------------------ |
| 1857                                 | 1869                                 | 1880                                 | 1890                                 | 1900                                 | 1910                                 | 1921                                 | 1931                                 | 1948                                 | 1953                                 | 1961                                 | 1971                                 | 1981                                 | 1991                                 | 2001                                 | 2011                                 | 2021                                 |
| 273                                  | 301                                  | 342                                  | 418                                  | 518                                  | 590                                  | 640                                  | 752                                  | 663                                  | 567                                  | 480                                  | 460                                  | 614                                  | 671                                  | 831                                  | 907                                  | 911                                  |